# Михалевская волость
Михалевская волость — волость в составе Бронницкого уезда Московской губернии. Существовала до 1929 года. Центром волости было село Михалево.
По данным 1919 года в Михалевской волости было 14 сельсоветов: Александровский, Алёшинский, Ворщиковский, Забусовский, Золотовский, Ивановский, Михалевский, Надеждинский, Никулинский, Тороповский, Фаустовский, Фоминский, Цибинский и Юрасовский.
В 1923 году Александровский, Ивановский и Надеждинский с/с были упразднены. Забусовский и Фоминский с/с были присоединены к Никулинскому с/с. Ближе к концу года был восстановлен Ивановский с/с.
В 1925 году Никулинский с/с был переименован в Никулино-Забусовский. Были восстановлены Надеждинский и Фоминский с/с.
В 1926 году Надеждинский и Фоминский с/с были снова упразднены. Был создан Никулинский с/с.
В ходе реформы административно-территориального деления СССР в 1929 году Михалевская волость была упразднена.